# Out from the Deep
Out from the Deep е четвъртият и последен сингъл от втория студиен албум „The Cross of Changes“ на немската ню ейдж/електронна група Енигма. Песента е издадена на 8 август 1994 от Върджин/EMI.
Песента представя едно ново нетипично за Енигма дотогава рок звучене, което се противопоставя на цялостната концепция на групата като ню ейдж проект, стъпващ върху електронната музика. Основният мотив на песента е забележително близък до този на песента на Бийтълс „Dear Prudence“. Ползван е семпъл от песента на A Positive Life „The Calling“. Вокалите са на Майкъл Крету.

## Песни
1. Radio Edit – 4:27
2. Rock Version – 6:44
3. Trance Mix – 5:49
4. Short Radio Edit – 3:30